# 총통이리등처장군
총통이리등처장군(한국 한자: 總統伊犁等處將軍), 약칭 이리장군(한국 한자: 伊犁將軍, 만주어: ᡳᠯᡳ
ᠵᡳᠶᠠᠩᡤᡳᠶᡡᠨ 일리 지양기윤)은 청나라 건륭제 때 설치된 직책으로, 서역신강의 통치자였다.

## 역대 이리장군
1. 푸차 밍슈이: 건륭 27년 10월-건륭 32년 3월 (만주양황기인)
2. 장기야 아구이: 건륭 32년 3월-건륭 33년 4월 (정황기인)
3. 나라 일러투: 건륭 33년 7월-건륭 34년 10월 (만주정백기인)
4. 바이두 융구이: 건륭 33년 10월-건륭 34년 10월 (정백기인)
5. 아이신기오로 증해: 건륭 34년 10월-건륭 34년 12월 (만주정람기인, 종실)
6. 나라 일러투: 건륭 34년 12월-건륭 36년 7월 (만주정백기인)
7. 슈무루 슈허더: 건륭 36년 10월-건륭 38년 7월 (정백기인)
8. 나라 일러투: 건륭 38년 7월-건륭 48년 6월 (만주정백기인)
9. 수오누오 무철링: 건륭 41년 (양황기인)
10. 푸차 밍리양: 건륭 48년 6월-건륭 48년 7월 (만주양황기인)
11. 키푸키트 해록: 건륭 48년 7월-건륭 48년 8월 (몽고정람기인)
12. 나라 일러투: 건륭 48년 8월-건륭 57년 7월† (만주정백기인)
13. 푸차 쿠일린: 건륭 57년 7월-건륭 59년 9월 (만주양황기인)
14. 아이신기오로 영탁: 건륭 52년 9월-건륭 52년 11월 (만주양람기인, 종실)
15. 투베트 보닝: 건륭 52년 11월-건륭 55년 6월 (만주정백기인)
16. 포이모 영보: 건륭 55년 4월-건륭 56년 3월 (만주양홍기인)
17. 투베트 보닝: 건륭 56년 3월-건륭 59년 12월 (만주정백기인)
18. 푸차 밍리양: 건륭 59년 12월-건륭 60년 9월 (만주양황기인)
19. 투베트 보닝: 건륭 60년 9월-가경 5년 정월 (만주정백기인)
20. 파르말라트 숭균: 가경 5년 정월-가경 5년 윤4월 (몽고정람기인, 미부임)
21. 투베트 보닝: 가경 5년 윤4월-가경 7년 정월 (만주정백기인)
22. 파르말라트 숭균: 가경 7월 정월-가경 14년 3월 (몽고정람기인)
23. 아이신기오로 욱순진창: 가경 14년 3월-가경 18년 6월 (만주정람기인, 종실)
24. 파르말라트 숭균: 가경 18년 6월-가경 20년 10월 (몽고정람기인)
25. 사라토그 창링: 가경 20년 19월-가경 22년 2월 (몽고정백기인)
26. 아이신기오로 욱순진창: 가경 22년 2월-가경 25년 4월 (만주정람기인, 종실)
고기(高杞): 가경 22년 2월 (만주양황기인, 서리)
27. 경상(庆祥): 가경 25년 4월-도광 5년 11월 (만주정백기인)
덕영아(德英阿): 도광 5년 9월 (만주양람기인, 서리)
28. 사라토그 창링: 도광 5년 10월-도광 7년 9월 (몽고정백기인)
29. 덕영아(德英阿): 도광 6년 7월-도광 9년 6월† (만주양람기인)
30. 하다나라 이오일린: 도광 9년 6월-도광 12년 9월 (만주정황기인)
31. 니오후루 특의순보: 도광 12년 9월-도광 18년 4월 (만주정백기인)
32. 아이신기오로 이샨: 도광 18년 4월-도광 20년 3월 (만주양람기인, 종실)
33. 소복(关福): 도광 19년 정월-도광 20년 3월 (몽고양백기인)
34. 얀차 부얀타이: 도광 20년 3월-도광 25년 11월 (만주정황기인)
허셔리 슈힝가: 도광 25년 11월 (만주정람기인, 서리)
35. 니오후루 살영아: 도광 25년 11월-도광 30년 11월 (만주양황기인)
36. 아이신기오로 이샨: 도광 25년 11월-함풍 4년 10월 (종실)
37. 찰랍분태(扎拉芬泰): 함풍 4년 10월-함풍 6년 10월 (만주정황기인)
38. 아이신기오로 창칭: 함풍 6년 10월-함풍 7년 4월 (만주양람기인, 종실)
39. 찰랍분태(扎拉芬泰): 함풍 7년 4월-함풍 10년 7월 (만주정황기인)
40. 아이신기오로 창칭: 함풍 10년 7월-동치 3년 10월 (만주양람기인, 종실)
41. 낙락 명서: 동치 3년 10월-동치 5년 5월 (만주양홍기인)
이운린(李云麟): 동치 5년 5월 (기적 불명, 대판)
42. 구왈기야 영전: 동치 5년 5월-광서 2년 10월 (만주정황기인)
43. 이르건기오로 긴숀: 광서 2년 10월-광서 11년 8월 (만주양람기인)
44. 석륜(锡纶): 광서 11년 8월-광서 12년 8월 (만주정람기인)
45. 설렁거(色楞额): 광서 12년 8월-광서 16년 5월† (만주정백기인)
부륵명액(富勒铭额): 광서 16년 5월 (만주양백기인, 서리)
46. 이르건기오로 장경: 광서 16년 5월-광서 27년 7월 (만주정황기인)
47. 마량(馬亮): 광서 27년 7월-광서 31년 6월 (한군정황기인)
48. 광복(广福): 광서 31년-광서 32년 (몽고정람기인)
49. 이르건기오로 장경: 광서 31년 6월-선통 원년 5월 (만주정황기인)
50. 광복(广福): 선통 원년 5월-선통 3년 정월 (몽고정람기인)
51. 타타라 지예: 선통 3년 정월-선통 3년 10월† (만주정홍기인)
52. 액륵혼(额勒浑): 선통 3년 11월 (기적 불명)

## 같이 보기
- 서역신강